# Coupe d'Irlande du Nord de football 2018-2019
Navigation
Édition précédente Édition suivante
La coupe d'Irlande du Nord de football 2018-2019 est la 139e édition de cette compétition. Elle commence le 18 août 2017 pour se terminer en mai 2018 par la finale disputée à Windsor Park. La compétition est sponsorisée par Tennent's Lager.
Le Coleraine Football Club est le tenant du titre depuis sa victoire en finale en 2018 contre le Cliftonville Football Club. Le vainqueur de la compétition est qualifié pour la Ligue Europa 2019-2020.

## Premier tour
Les matchs sont programmés les samedi 11 et 18 août 2018. 
| Club recevant         | Score            | Club visiteur        | Date    |
| --------------------- | ---------------- | -------------------- | ------- |
| Valley Rangers        | 3-2              | Tandragee Rovers     | 11 août |
| Albert Foundry        | 4-3              | Aquinas              | 18 août |
| Ardstraw              | 7-0              | Dromore Amateurs     | 18 août |
| Ballymacash Rangers   | 1-3              | Kilmore Recreative   | 18 août |
| Ballynahinch United   | 3-2              | Groomsport           | 18 août |
| Bangor Amateurs       | 3-2              | Newcastle            | 18 août |
| Broomhedge Maghaberry | 1-12             | Ballynahinch Olympic | 18 août |
| Comber Recreative     | 1-0              | Immaculata FC        | 18 août |
| Cookstown Youth       | 1-6              | Islandmagee          | 18 août |
| Dunloy                | 2-0              | Hanover              | 18 août |
| Dunmurry YM           | 4-5              | Rathfriland Rangers  | 18 août |
| Glebe Rangers         | 1-2              | Bangor FC            | 18 août |
| Grove United          | 5-2              | Chimney Corner       | 18 août |
| Holywood              | 1-2              | Newbuildings United  | 18 août |
| Killyleagh Youth Club | 5-3              | Markethill Swifts    | 18 août |
| Lisburn Rangers       | 2-1              | Dromara Village      | 18 août |
| Lower Maze            | 2-3              | Trojans              | 18 août |
| Malachians            | 2-9              | Maiden City          | 18 août |
| Mossley               | 3-4              | Dunmurry Recreative  | 18 août |
| Newtowne              | 6-3              | 18th Newtownabbey OB | 18 août |
| Brantwood             | 4-2              | Orangefield OB       | 18 août |
| Oxford Sunnyside      | 6-3              | Bryansburn Rangers   | 18 août |
| Oxford United Stars   | 0-1              | Wakehurst            | 18 août |
| Saintfield United     | 1-3              | Laurelvale           | 18 août |
| Seapatrick            | 1-6              | Coagh United         | 18 août |
| Silverwood United     | 1-8              | Shorts               | 18 août |
| St. James' Swifts     | 2-1              | Sofia Farmer         | 18 août |
| St. Luke's            | 0-2              | Larne Tech. OB       | 18 août |
| Strabane Athletic     | 2-1              | Derriaghy CC         | 18 août |
| Suffolk               | 1-1 3-4 t. a. b. | Colin Valley         | 18 août |
| Tullycarnet           | 4-3              | Tullyvallen Rangers  | 18 août |
| Woodvale              | 2-3              | St. Patrick's        | 18 août |
| Desertmartin          | 2-2 t. a. b.7-6  | Ballynure OB         | 18 août |
| Rosario YC            | 1-2              | Ballymoney United    | 18 août |
| Fivemiletown United   | 7-0              | Bloomfield           | 18 août |
| Crumlin United        | 2-1              | Bangor Swifts        | 18 août |
| Banbridge Rangers     | 2-0              | Sirocco Works        | 18 août |
| Dungiven              | 5-2              | Iveagh United        | 18 août |

## Finale
| Finale           | Ballinamallard United | 0-3   | Crusaders FC                      | Windsor Park |  |
| 4 mai 2019 15:30 |                       | (0-1) | Owens 6e · Lowry 48e · Clarke 53e |              |  |